# Pride Fighting Championships
Pride Fighting Championships, spesso abbreviata in PRIDE o Pride FC, è stata un'organizzazione giapponese di arti marziali miste con sede a Tokyo.
Fondata nel 1997, nel suo periodo di maggior successo dal 2000 al 2007 era considerata la maggiore organizzazione di MMA al mondo.
Il suo evento inaugurale si è tenuto al Tokyo Dome l'11 ottobre 1997.

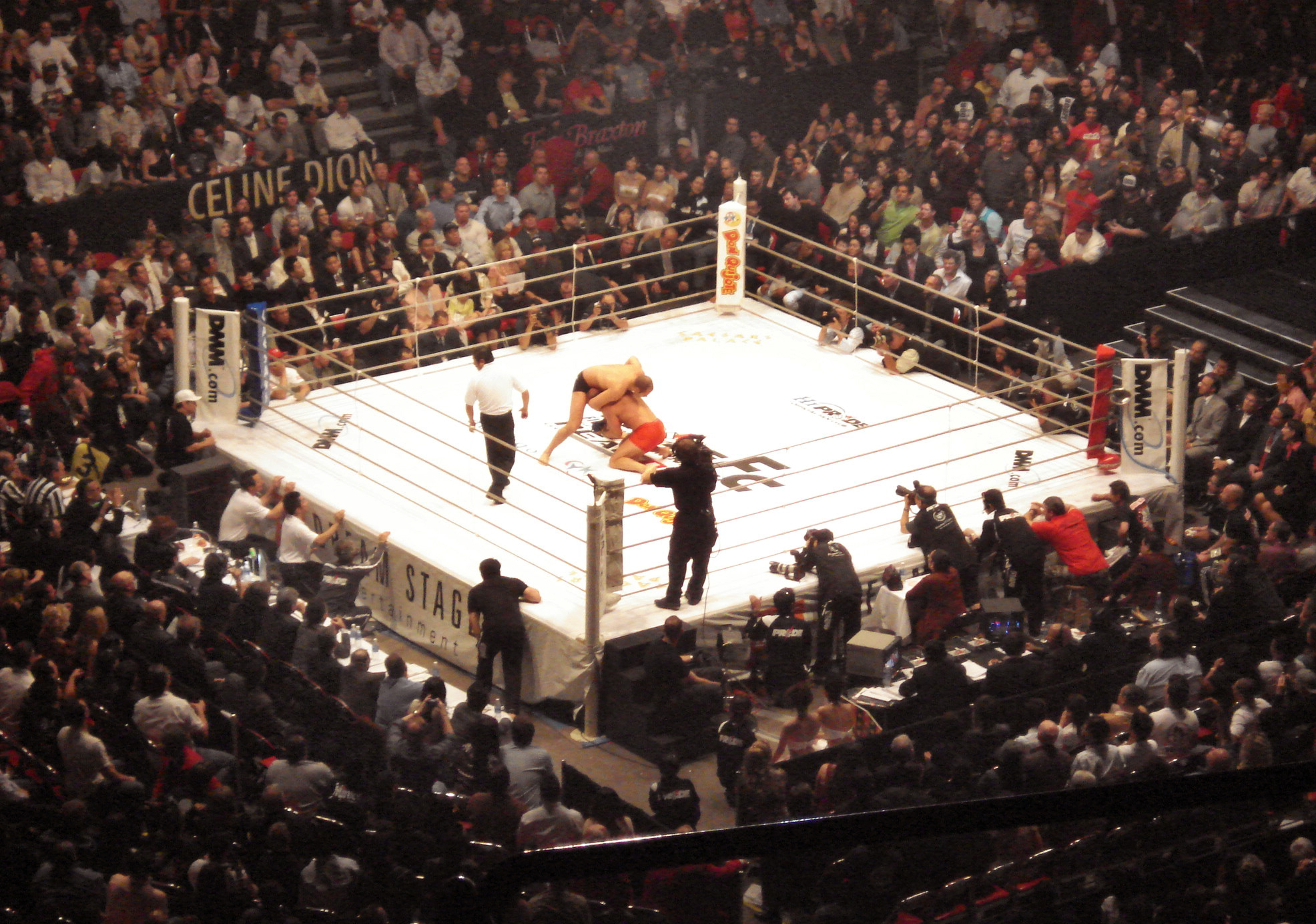
Un combattimento tra Fedor Emelianenko e Mark Coleman nel PRIDE

La federazione ha tenuto più di sessanta eventi di arti marziali miste. Essendo stata una delle maggiori organizzazioni di MMA al mondo durante i suoi dieci anni di esistenza, Pride veniva trasmessa in circa 40 nazioni in tutto il mondo. Appartiene a questa federazione anche l'evento dal vivo "Shockwave/Dynamite" che registrò il maggior afflusso di partecipanti, oltre 70.000, con la co-produzione Pride e K-1 tenuta nell'agosto 2002 mentre altre 67.450 persone accorsero per l'evento Pride Final Conflict del 2003.

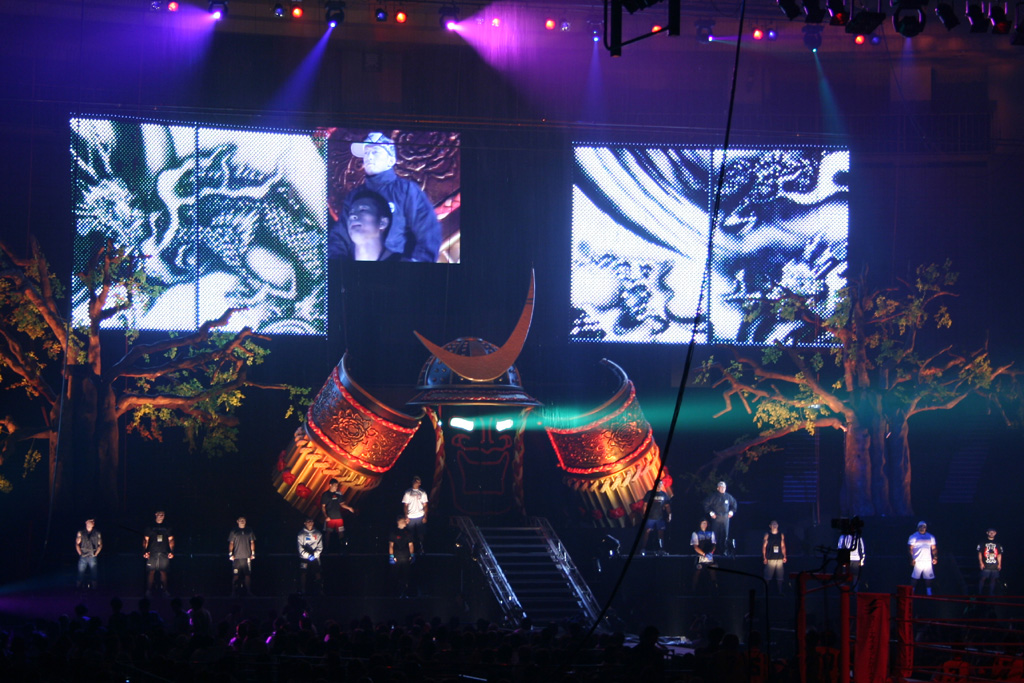
Cerimonia d'apertura di uno degli eventi PRIDE del 2005

Nel marzo 2007 Dream Stage Entertainment vendette Pride a Lorenzo Fertitta e Frank Fertitta III, co-proprietari di Zuffa, azienda che deteneva già l'UFC; mentre rimasero due entità legalmente separate con diversi management, le due federazioni si preparavano a cooperare in una maniera simile alla fusione avvenuta nel football americano tra AFL ed NFL: tale eventualità non si manifestò e nell'ottobre 2007 lo staff giapponese di Pride Worldwide fu licenziato, segnando la fine dell'organizzazione come promotrice attiva di combattimenti. Come conseguenza molte persone dello staff Pride si riunirono per formare una nuova organizzazione sita in Giappone con la collaborazione del Fighting and Entertainment Group, fondatore del K-1: questa nuova organizzazione, fondata nel febbraio 2008, venne chiamata Dream.

## Campioni finali

### Classi di peso
Quando Zuffa LLC acquistò il Pride, promosse degli incontri per i titoli dei pesi medi e pesi welter con i titoli UFC dei pesi mediomassimi e pesi medi.
Dan Henderson, che deteneva entrambi i titoli Pride middleweight e welterweight all'epoca dell'acquisto da parte di Zuffa, fu sconfitto in entrambi gli incontri di unificazione contro Quinton 'Rampage' Jackson nel settembre 2007 e poi quello per il middleweight title contro Anderson Silva nel marzo 2008.
I possessori dei titoli qui sotto erano quelli che detenevano i titoli l'8 aprile 2007, data dell'ultimo evento Pride.
| Classe di peso | Peso limite  | Campione          | Dal              | Difese |
| -------------- | ------------ | ----------------- | ---------------- | ------ |
| Pesi Massimi   | nessuno      | Fedor Emelianenko | 16 marzo 2003    | 3      |
| Pesi Medi      | fino a 93 kg | Dan Henderson     | 24 febbraio 2007 | 0      |
| Pesi Welter    | fino a 83 kg | Dan Henderson     | 31 dicembre 2005 | 0      |
| Pesi Leggeri   | fino a 73 kg | Takanori Gomi     | 31 dicembre 2005 | 1      |

### Tornei
Un asterisco (*) indica che il torneo valeva anche per il titolo
| Anno/classe di peso | Vincitore                 | Finalista                 | Evento                        |
| ------------------- | ------------------------- | ------------------------- | ----------------------------- |
| 2000 Openweight     | Mark Coleman              | Ihor Vovčančyn            | Pride Grand Prix 2000 Finals  |
| 2003 Pesi Medi      | Wanderlei Silva           | Quinton "Rampage" Jackson | Pride Final Conflict 2003     |
| 2004 Pesi Massimi   | Fedor Emelianenko         | Antônio Rodrigo Nogueira  | Pride Shockwave 2004*         |
| 2005 Pesi Medi      | Mauricio "Shogun" Rua     | Ricardo Arona             | Pride Final Conflict 2005     |
| 2005 Pesi Welter    | Dan Henderson             | Murilo Bustamante         | Pride Shockwave 2005*         |
| 2005 Pesi Leggeri   | Takanori Gomi             | Hayato Sakurai            | Pride Shockwave 2005*         |
| 2006 Openweight     | Mirko "Cro Cop" Filipović | Josh Barnett              | Pride Final Conflict Absolute |
| 2006 Pesi Welter    | Kazuo Misaki              | Denis Kang                | Pride Bushido 13              |

## Lottatori più importanti
I seguenti fighter hanno vinto un torneo o una cintura o sono stati dei grandi contendenti nel Pride. Alcuni hanno lottato in differenti classi di peso.
Pesi massimi
- Fedor Emelianenko (Ultimo Pride FC Heavyweight Champion & Pride FC 2004 Heavyweight Grand Prix Champion, imbattuto nel Pride)
- Antônio Rodrigo Nogueira (Primo Pride FC Heavyweight Champion, Pride FC Heavyweight Interim Champion & finalistista nel Pride FC 2004 Heavyweight Grand Prix)
- Mirko "Cro Cop" Filipović (Pride FC 2006 Openweight Grand Prix Champion)
- Mark Coleman (Pride FC 2000 Openweight Grand Prix Champion)
- Josh Barnett (finalista nel Pride FC 2006 Openweight Grand Prix)
- Ihor Vovčančyn (finalista nel Pride FC 2000 Openweight Grand Prix)
- Sergei Kharitonov

Pesi medi
- Wanderlei Silva (Primo Pride FC Middleweight Champion & Pride FC 2003 Middleweight Grand Prix Champion, Record di vittorie, combattimenti e KO nella storia del Pride)
- Dan Henderson (Ultimo Pride FC Middleweight Champion & Welterweight Champion)
- Mauricio "Shogun" Rua (Pride FC 2005 Middleweight Grand Prix Champion)
- Quinton "Rampage" Jackson (finalista nel Pride FC 2003 Middleweight Grand Prix)
- Ricardo Arona (finalista nel Pride FC 2005 Middleweight Grand Prix)

Pesi Welter
- Dan Henderson (Unico Pride FC Welterweight Champion & Pride FC 2005 Welterweight Grand Prix Champion)
- Kazuo Misaki (Pride FC 2006 Welterweight Grand Prix Champion)
- Murilo Bustamante (finalista nel Pride FC 2005 Welterweight Grand Prix)
- Denis Kang (finalista nel Pride FC 2006 Welterweight Grand)
- Paulo Filho (veterano imbattuto con un record di 8-0)

Pesi Leggeri
- Takanori Gomi (Unico Pride FC Lightweight Champion & Pride FC 2005 Lightweight Grand Prix Champion)
- Hayato Sakurai (finalista del Pride FC 2005 Lightweight Grand Prix)